# Prix Roger Nimier
De prix Roger-Nimier is een Franse literatuurprijs die gecreëerd is in 1963 ter ere van de een jaar daarvoor overleden romanschrijver Roger Nimier. De prijs wordt gesteund door Vincent Bolloré; er gaat een beloning van 5000 euro mee gepaard.

## Lijst van de winnaars van de prix Roger-Nimier
- 1963 : Jean Freustié voor La Passerelle, Bernard Grasset
- 1964 : André de Richaud voor Je ne suis pas mort, France Empire
- 1965 : niet toegekend
- 1966 : Clément Rosset voor Lettre sur les chimpanzés, Gallimard
- 1967 : Éric Ollivier voor J'ai cru trop longtemps aux vacances, Denoël
- 1968 : Patrick Modiano voor La Place de l'Étoile, Gallimard
- 1969 : Michel Doury voor L'Indo, Julliard
- 1970 : Robert Quatrepoint voor Mort d'un Grec, Denoël
- 1971 : François Sonkin voor Les Gendres, Denoël
- 1972 : ex aequo Claude Breuer voor Une journée un peu chaude, France Empire
- 1972 : ex aequo André Thirion voor Révolutionnaires sans révolution, Robert Laffont
- 1973 : Inès Cagnati voor Le jour de congé, Denoël
- 1974 : François Weyergans voor Le Pitre, Gallimard
- 1975 : Frédéric Musso voor La Déesse, La Table Ronde
- 1976 : Alexandre Astruc voor Ciel de cendres, Le Sagittaire
- 1977 : Emil Cioran voor zijn gehele oeuvre
- 1978 : Érik Orsenna voor La Vie comme à Lausanne, Éditions du Seuil
- 1979 : Pascal Sevran voor Le Passé supplémentaire, Olivier Orban
- 1980 : Gérard Pussey voor L'Homme d'intérieur, Denoël
- 1981 : Bernard Frank voor Solde, Flammarion
- 1982 : Jean Rolin voor Journal de Gand aux Aléoutiennes, Jean-Claude Lattès
- 1983 : Denis Tillinac voor L'Été anglais, Robert Laffont
- 1984 : Didier Van Cauwelaert voor Poisson d'amour, Éditions du Seuil
- 1985 : Antoine Roblot voor Un beau match, La Table Ronde
- 1986 : Jacques-Pierre Amette voor Confessions d'un enfant gâté, Olivier Orban
- 1987 : Alain Dugrand voor Une certaine sympathie, Jean-Claude Lattès
- 1988 : Jean-Claude Guillebaud voor Le Voyage à Kéren, Arléa
- 1990 : Éric Neuhoff voor Les Hanches de Lætitia, Éditions Albin Michel
- 1991 : Stéphane Hoffmann voor Château Bougon, Albin Michel
- 1992 : François Taillandier voor Les Nuits Racine, Éditions de Fallois
- 1993 : Dominique Muller voor C'était le paradis, Éditions du Seuil
- 1994 : Stéphane Denis voor Les événements de 67, Plon
- 1995 : Dominique Noguez voor Les Martagons, Gallimard
- 1996 : Éric Holder voor En compagnie des femmes, Le Dilettante
- 1997 : Jean-Paul Kauffmann voor La Chambre noire de Longwood: le voyage à Sainte-Hélène, La Table ronde
- 1998 : Jérôme Garcin voor La Chute de cheval, Gallimard
- 1999 : Marc Dugain voor La Chambre des officiers, Jean-Claude Lattès
- 2000 : Arnaud Guillon voor Écume Palace, Arléa
- 2001 : Charles Dantzig voor Nos vies hâtives, Bernard Grasset
- 2002 : Nicolas d'Estienne d'Orves alias Néo voor Othon ou l'aurore immobile, Manitoba-Les Belles Lettres
- 2003 : Marie-Claire Pauwels voor Fille à papa, Éditions Albin Michel
- 2004 : ex-aequo David Foenkinos voor Le Potentiel érotique de ma femme, Gallimard
- 2004 : ex-aequo Adrien Goetz voor La Dormeuse de Naples, Le Passage
- 2005 : Bernard Chapuis voor La Vie parlée, Stock
- 2006 : Christian Authier voor Les liens défaits, Stock
- 2007 : Jean-Marc Parisis voor Avant, pendant, après (Stock)
- 2008 : Yannick Haenel voor Cercle (L'Infini)
- 2009: Xavier Patier voor Le silence des termites, La Table Ronde
- 2010: Nelly Alard voor Le Crieur de nuit, Gallimard
- 2011: Françoise Dorner voor Tartelettes, jarretelles et bigorneaux, Éditions Albin Michel
- 2012: Jean-Luc Coatalem voor Le Gouverneur d'Antipodia, Éditions Le Dilettante
- 2013: Capucine Motte voor Apollinaria, JC Lattès
- 2014: David Le Bailly voor La Captive de Mitterrand, Stock
- 2015: Émilie de Turckheim voor La Disparition du nombril, Héloïse d'Ormesson [fr]
- 2016: Paul Greveillac voor Les Âmes rouges, Gallimard
- 2017: Pierre Adrian voor Des âmes simples, Equateurs
- 2019: Arnaud de la Grange voor Le Huitième Soir, Gallimard
- 2020: niet toegekend
- 2021: niet toegekend
- 2022: Céline Laurens voor Là où la caravane passe, Albin Michel
- 2023: Paul Pavlowitch voor Tous immortels, Buchet Chastel
- 2024: Louis-Henri de La Rochefoucauld voor Les Petits Farceurs, Éditions Robert Laffont